# N-차원 순차 이동 퍼즐

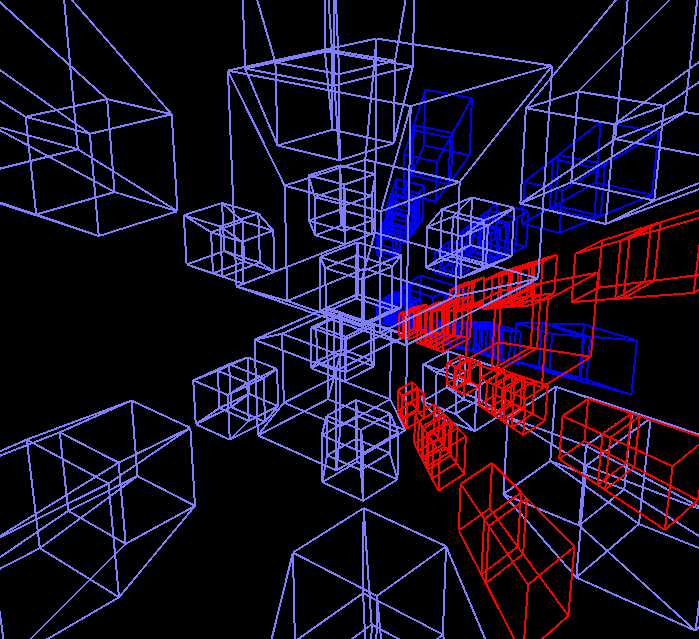
5차원 2^{5} 퍼즐 부분단면이 5-D 퍼즐의 최소 크기 조차도 자명함에서 거리가 멀다는 것을 보이고 있다. 스티커의 4-D 본질은 이 스크린 샷에서 명확하게 볼 수 있다.

루빅스 큐브는 가장 잘 알려진 삼차원 퍼즐, 순차 이동 퍼즐이다. 소프트웨어에서 이 퍼즐의 시각적 구현도 많이 있었다. 3차원 이상에서의 순차 이동 퍼즐을 만드는 자연스러운 확장이다. 비록 어떤 이 중 어떤 퍼즐도 물리적으로 만들 수 없지만, 이것들이 작동하는 규칙은 수학적으로 꽤 엄격하게 정의되었으며, 3차원 기하학에서 찾을 수 있는 규칙과 유사하다. 따라서 이 퍼즐은 소프트웨어를 이용해서 시뮬레이션을 할 수 있다. 기술적인 순차 이동 퍼즐처럼 대회를 열 정도는 아니지만 푼 기록이 있다.